# Ormiscodes niepelti
Ormiscodes niepelti är en fjärilsart som beskrevs av Max Wilhelm Karl Draudt 1930. Ormiscodes niepelti ingår i släktet Ormiscodes och familjen påfågelsspinnare. Inga underarter finns listade i Catalogue of Life.